# Postulation
La postulation est un terme qui désigne « l'action de demander » ou de « postuler ».
Le mot serait emprunté au latin « postulare » (« demander »), d'où le substantif masculin et neutre « postulatum », feminin « postulatio » signifiant « demande, sollicitation, demande d'autorisation », devenu en français, notamment en droit du travail, la démarche de postulation ou candidature à l'obtention d'un poste,.

## Droit français
En droit français, la postulation est une règle d'organisation judiciaire et de procédure civile qui impose aux parties à certaines catégories de procès devant le tribunal judiciaire de ne pouvoir être représentées dans la procédure écrite que par un avocat inscrit dans un barreau du ressort de la cour d'appel dont dépend ce tribunal judiciaire. Cette règle de territorialité de la profession d'avocat est prévue par les articles 5 alinéa 2 et 5-1 de la loi n° 71-1130 du 31 décembre 1971 relative aux conditions d'exercice de la profession d'avocat. Cette règle dérogatoire est tempérée voire contredite par le principe général énoncé à l'alinéa 1 de l'article 5 disposant que les avocats exercent leur ministère et peuvent plaider sans limitation territoriale devant toutes les juridictions et organismes juridictionnels ou disciplinaires.

## Droit canonique catholique
En droit canonique catholique, la postulation est la charge et l'activité de l'ecclésiastique, appelé « postulator » ou « promoteur de la cause », qui introduit une cause de béatification ou de canonisation.